# Vincenzo Bellagambi
Vincenzo Bellagambi (Firenze, circa 1790 – Firenze, circa 1870) è stato un attore teatrale, commediografo e traduttore italiano.

## Biografia
Non si conoscono le date esatte di nascita e di morte di Vincenzo Bellagambi, anche se è noto che fu una persona longeva e che quindi nacque nell'ultimo periodo del XVIII secolo e morì qualche anno dopo il 1864, perché questa è la data del suo ultimo lavoro di commediografo, relativa al dramma intitolato Veronica Cybo.
Diventò autore drammatico in età avanzata dopo aver svolto l'attività di legatore di libri, di attore in compagnie di guitti, infine "amoroso" in una formazione qualificata diretta da Luigi Taddei.
A Firenze si occupò anche del commercio del libro antico, oltre che dell'attività di traduttore.
Tra i suoi drammi si ricordano: La morte dei fratelli Bandiera (1859); I figli abbandonati (1850), proibito dalla censura e ripreso una ventina d'anni dopo con il titolo originale I bastardi; Il cuore umano (1855), Stenterello viaggiatore in sogno (1864).
La morte dei fratelli Bandiera (1859) fu un dramma avente non solo la funzione di ricordare, come in questo caso, il fallimento della spedizione in Calabria, ma anche quella di soccorrere con un'altissima idealizzazione del martirio, i patrioti impegnati nella Repubblica romana.
Così era commentato l'annuncio della rappresentazione al Teatro Valle del dramma:
«Invitiamo i nostri concittadini, ad assistere a questa produzione, con quel religioso raccoglimento, con quell'attenzione con cui debbansi ascoltare i grandi fatti nazionali. E la gloria di questi martiri è gloria italiana, e dal deplorabile fine di quella mano di generosi incominciò l'Italia a comprendere tutta la gravezza della servitù, e la infamia dei suoi maledetti tiranni. Ecco i veritemi da trattarsi, ecco come s'istruisce il popolo! – Onore al cittadino Bellagambi, ed al suo cuore infiammato dal santo affetto di patria».

## Opere
- La morte dei fratelli Bandiera (1859);
- I figli abbandonati (1850)
- Il cuore umano (1855);
- Stenterello viaggiatore in sogno (1864);
- Veronica Cybo (1864);
- I bastardi (1870).